# Tokmar Kalesi
Tokmar Kalesi (auch Castellum Novum) ist eine mittelalterliche Burgruine im Landkreis Silifke der türkischen Provinz Mersin.

## Lage
Von der Küstenstraße D 400 von Silifke nach Antalya zweigt etwa 25 Kilometer hinter Taşucu rechts eine Straße nach Westen ab, die in Serpentinen den Berg hinauf führt. Nach weiteren fünf Kilometern liegt linker Hand in ungefähr 150 Metern Entfernung die Burgruine, zu der ein befahrbarer Weg führt. Tokmar Kalesi liegt auf einer Höhe von etwa 400 Metern auf einem nach Südosten senkrecht abbrechenden Sporn, dem Kale Tepesi, etwa zwei Kilometer nordwestlich der Gemeinde Akdere, 25 Kilometer südwestlich der Kreisstadt. Nach Norden schließt der Bergsporn als Sattel an den Höhenzug Akçalı Dağları an. Die Burg wird im Rizo-Portolan von 1490 als Landmarke unter dem Namen lo chastel chamandrachi (vermutlich etwa Burg zum Hafen) erwähnt. In der Kleinasienkarte von Richard Kiepert ist sie als Burg Palaea eingetragen, was auf die Zugehörigkeit zum vier Kilometer östlich gelegenen antiken Hafen Palaiai deutet. Dieser lag in einer flachen Bucht bei dem heute Barbaros Köyü oder Tahta Limanı genannten Ort und ist von Tokmar Kalesi aus sichtbar.

## Geschichte
Die Burg kann nur auf Grund von Architekturvergleichen ins Ende des 12. Jahrhunderts datiert werden. Sie kann demnach in eine Gruppe kleinarmenischer Burgen eingeordnet werden, deren Vorbild Yılankale im ebenen Kilikien ist. Tokmar Kalesi ist das am weitesten westlich gelegene Exemplar dieses Typs. Vermutlich ist sie identisch mit der Burg Norpert (Neue Burg), die in den Jahren 1199 und 1210 als Besitz des Sevasdios Heri erwähnt wird. 1210 übergab der armenische König Leon II. die Festung unter dem Namen Castellum Novum gemeinsam mit Stadt und Zitadelle von Silifke an die Johanniter. Im Gegenzug erhielt er bewaffnete Unterstützung durch 400 Ritter im Kampf gegen die Seldschuken sowie eine jährliche Zahlung. Während Silifke Kalesi 1226 an die Armenier zurückgegeben wurde, ist über das weitere Schicksal von Norpert nichts bekannt. Aus Umfang und Innenbebauung schließen Hansgerd Hellenkemper und Friedrich Hild, die Anfang der 1980er Jahre auf ihrer Kilikienreise die Burg besuchten, dass sie eine Adelsburg darstellt, die das Gebiet westlich von Seleukia am Kalykadnos (Silifke) bis zum Golf von Ovacık (heute Yeşilovacık) beherrschte.

## Burganlage
Die polygonale Umfassungsmauer folgt den Gegebenheiten des Geländes und umschließt einen Bereich von etwa 50 × 70 Metern. An der Nordseite sind vier halbrunde Bastionen erhalten, von den dazwischenliegenden Kurtinen sind große Teile eingestürzt oder weiterverwendet. Die Kurtinen haben eine Mauerstärke von 1,50 Metern und sind, ebenso wie die Bastionen, zweischalig mit Bossenquadern aus Kalkstein gemauert. Von den Laufgängen sind nur noch geringe Spuren zu erkennen, Zinnen und Brustwehren sind abgestürzt. In den oberen Stockwerken der Bastionen sind einfache Schießschlitze vorhanden. An der Ostseite sind Reste eines rampenartigen Zwingers zu erkennen, von dessen Außenmauern nur die Fundamente erhalten sind. Die dortige Haupttorfront und das Tor sind ebenfalls vergangen. Im südöstlichen Teil des Innenraums sind Überreste eines Wohngebäudes zu sehen, weitere dort ehemals vorhandene Bauten sind zerstört.